# سیارک ۲۱۸۵۲
سیارک ۲۱۸۵۲ (به انگلیسی: 21852 Bolander، نامگذاری:1999TR143) بیست و یک هزار و هشتصد و پنجاه و دومین سیارک کشف شده‌است که در ۷ اکتبر ۱۹۹۹ کشف شد.
قدر مطلق سیارک برابر ۱۲.۳ است.